# 缙州
缙州，中国南北朝时设置的州。
南朝梁末年置，治所在东阳郡（今浙江省金华市区）。辖境相当今浙江省金华、东阳、永康、武义、浦江、淳安、建德等市县和安徽省歙县、黟县等县区域。隋朝开皇九年（589年）废。 